# Australian Worldwide Exploration
Australian Worldwide Exploration Limited (AWE) ist eine australische Gesellschaft, die vor allem Öl- und Gaserkundung betreibt; ist aber auch in der Produktion von Öl und Gas aktiv.

## Öl und Erdgasfelder

### Australien

#### Offshore
Die nachfolgenden australischen Anlagen von Australian Worldwide Exploration liegen Offshore vor der Küste des australischen Bundesstaats Victoria in der Bass Strait.
Im Bass-Gasprojekt vor der Küste hat AWE Förderplattformen, die seit 2007 Gas aus zwei Quellen im Umfang von 333 Petajoules Gas über eine Pipeline nach Lang Lang an die Küste liefern. An diesen Anlagen hält AWE einen Anteil von 57,5 %.
AWE hält einen 25 %-Anteil am Casino-Gasprojekt im Otwaybecken, einem Sedimentbecken, mit 96 Petajoules Fördervolumen täglich und fördert im Henry-Gasprojekt 205 Petajoules.
Am Cliff-Head-Ölprojekt ist AWE mehrheitlich mit 57,5 % beteiligt, das ein Fördervolumen von 4.000 bis 5.000 Barrel täglich hat. Das Projekt ist mit zwei Pipelines mit der Küste verbunden.

#### Onshore
Das Perth-Projekt bei Dongara im Inneren von Western Australia die Australian Worldwide Exploration erbringt 522 Barrel Öl täglich und hat ein gesamtes Vorkommen von 1,9 Millionen m³ Gas.
2014 entdeckte das Unternehmen weiteres großes Gasvorkommen im Perth-Sedimentbecken.

### Neuseeland
In Neuseeland ist Australian Worldwide Exploration an einem Joint Venture beteiligt, dem Tui-Area-Ölprojekt, vor der Küste im Taranakibecken durch. Die dortigen Reserven werden auf 50,5 Millionen Barrel Öl geschätzt. Die geschätzten Investitionskosten belaufen sich auf 270 Millionen US-Dollar. Das Tui-Öl wird aus vier Ölquellen gewonnen.

### Indonesien
In Indonesien führt die Australian Worldwide Exploration Lagerstättenerkundung Offshore im östlichen Java durch und ab 2010 werden in drei indonesischen Gebieten Javas Versuchsbohrungen durchgeführt. Im Bereich der nördlichen Madura-Insel werden von AWE erste geologische Studien betrieben.

### Argentinien
In Argentinien hält die Australian Worldwide Exploration gemeinsam mit Chevron Corporation und Apache Corporation die Konzession im Sedimentbecken von Neuquén Erdgas auszubeuten. Dieses Projekt wurde im Jahr 2000 begonnen und das erste Erdgas wurde im Jahr 2002 gewonnen. In diesem Projekt wird kein Öl, sondern ausschließlich Gas und Kondensate gefördert.

### Jemen
Im Jemen bei Al-Meashar ist die Australian Worldwide Exploration an zwei Ölquellen beteiligt, eine davon fördert 700 Barrels täglich. Eine weitere Quelle wird bei Jebel Al Milh wird untersucht und die erste Bohrung sind im späten Jahr 2010 oder im frühen Jahr 2010 beabsichtigt.